# Милютино (Смоленская область)
Милютино — деревня в Смоленской области России, в Сафоновском районе. Население – 0 жителей (2007 год) . Расположена в центральной части области в 20 км к юго-востоку от города Сафонова, в 11 км южнее автодороги М1 «Беларусь», на берегу реки Малая Костря. В 8 км севернее от деревни железнодорожная станция Издешково	 на линии Москва — Минск. Входит в состав Игнатковского сельского поселения.

## История
В годы Великой Отечественной войны деревня была оккупирована гитлеровскими войсками в сентябре 1941 года, освобождена в 1943 году. В боях за её освобождение погибла вся 4-я рота 1350-го стрелкового полка 234-й стрелковой дивизии; враг также понёс большие потери — один только снайпер Н. Пальмин уничтожил 247 захватчиков.